# Resi Hammerer
Resi Hammerer   (Hirschegg, 18 de febrer de 1925 - 14 de juny de 2010) fou una esquiadora austríaca, especialista en esquí alpí, que va competir en els anys posteriors a la Segona Guerra Mundial.
El 1948 va prendre part en els Jocs Olímpics d'Hivern de Sankt Moritz, on disputà tres proves del programa d'esquí alpí. Guanyà la medalla de bronze en la prova del descens, rere la suïssa Hedy Schlunegger i la seva compatriota Trude Beiser, segona i tercera respectivament. Aquesta tercera posició li va valer guanyar la medalla de bronze en el descens del Campionat del Món d'esquí alpí. En l'eslàlom fou setena i en la combinada dotzena. També va ser quatre vegades campiona d'Àustria i va guanyar diverses curses internacionals.
El 1949 va començar a produir la seva pròpia roba d'esquí i va obrir una botiga de moda esportiva a Bregenz. Durant les dècades de 1950 i 1960 va obrir sucursals a Viena i Linz. A més de la roba d'hivern, es va fer coneguda internacionalment per les seves col·leccions de vestits tradicionals, per les quals va rebre diversos premis.